# 雨夜花
〈雨夜花〉是臺灣日治時期的臺語流行歌曲兼民謠，由周添旺作詞、鄧雨賢作曲，柏野正次郎所經營的古倫美亞唱片公司將其灌錄成78轉的唱片，由旗下歌星純純主唱，於1934年推出。本曲亦於2002年被長榮航空改編，重新演奏後收錄至該公司班機之登機、降落音樂中。

## 創作經過

### 原為兒歌
《雨夜花》這首歌曲最初叫《春天》，原本是日治時期的台灣新文學健將廖漢臣在1933年為台灣兒童所寫的一首兒歌，交由鄧雨賢譜曲。
周添旺於1976年10月25日出席當時臺北縣新莊鎮的一場親友晚宴時，曾經表示：當年鄧雨賢原曲初創的時候，曲子開頭的旋律是5653 21165，但是歌曲流傳市井之後，常被唱成5653 32165，詞曲作者當年為了推廣歌曲，亦隨眾人而樂見其成。優雅傷情的前奏曲短而有韻味的帶出全曲，亦堪稱神來之筆。
《春天》歌詞節錄如下：
|  | 春天到、百花開，紅薔薇、白茉莉；這屏幾欉、那屏幾枝，開得真濟、真正媠。 |

### 悽涼情歌
1934年，當時在古倫美亞唱片掌理文藝部的周添旺，由於工作上應酬的需要，有一次在酒家聽到一位淪落風塵的酒家女訴說她的悲慘故事。她原本是一位純潔質樸的鄉下女孩，離開故鄉來到台北工作並愛上一位男孩，而且雙方已論及婚嫁。但是沒想到後來那男孩卻是變成一個薄情郎，愛上別的女孩而遺棄她，她自覺沒臉回家見故鄉的父老，於是一時心碎失意竟流落在台北的酒家……雖然在當時日治時代，男尊女卑的社會傳統下，這種令人哀嘆的小故事，是許多女子共同的心聲，令人說不完、也訴不盡…但是周添旺感覺得這位可憐的酒家女就親像一朵在黑夜裡被無情風雨吹落的花朵，她「離葉離枝」（離開親人與愛人）掉落「受難池」受人踐踏的遭遇，誰不感到心酸及惋惜呢？

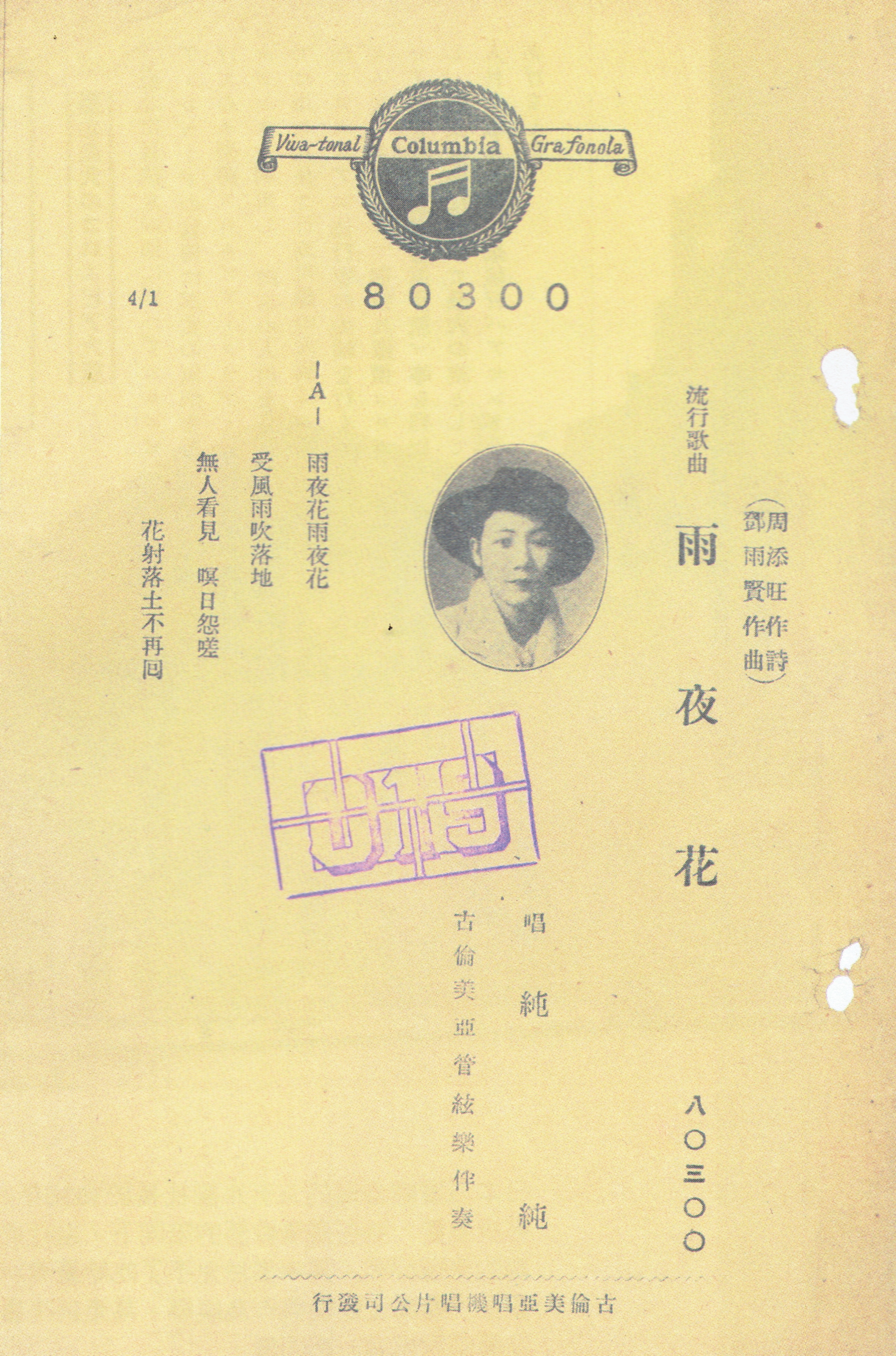
《雨夜花》原始版本歌詞。

所以，周添旺就將《春天》的旋律，改填悲涼的歌詞《雨夜花》，也許是因為與時代背景、人民心聲相對映吧？這首歌謠竟然影響後來台語歌曲以無奈、哀怨為主體的創作方向。感人肺腑扣人心弦的《雨夜花》，歌詞中所描述的「雨」、「夜」、「花」後來也變成臺語流行歌曲重要的主題意象，影響台語歌詞的創作方向。通常台語歌曲都有三段，但是這首歌曲卻是罕見的四段詞。而且前三句是三、三、六的詞句，後三句是四、四、七的詞句，每段運用不同的韻腳。這首歌曲是鄧雨賢和周添旺合作的第一首曲子，由當時名歌手純純（劉清香）所演唱。
此曲後來被多名歌手重唱，例如1963年由王秀如重唱，1977年由鳳飛飛重唱，1981年由鄧麗君重唱，另外齊秦亦有重唱此曲。2009年，洪億展改編成搖擺的曲風。
此曲同為2021年Netflix出品的台劇《華燈初上》插曲，由家家演唱。

《雨夜花》歌詞開頭如下（用台語正字表示）：
|  | HAN: 雨夜花，雨夜花，受風雨吹落地；無人看見，每日怨慼，花謝落塗不再回。 POJ: Ú iā hoe, ú iā hoe, siū hong-ú chhoe lo̍h tōe; bô lâng khòaⁿ-kìⁿ, múi-ji̍t oàn-chhoeh, hoe siā lo̍h-thô͘ put-chài hôe. TL: Ú iā hue, ú iā hue, siū hong-ú tshue lo̍h tuē; bô lâng khuànn-kìnn, muí-ji̍t uàn-tshueh, hue siā lo̍h-thôo put-tsài huê. BP: Ǔ yiâ huē, ǔ yiâ huē, siû hōngwǔ cuē lóh duê; bbô láng knuàgnì, muǐzzít wàncuēh, huē siâ lóhtóo būtzài hué. |

## 改編版本

### 日本軍歌
台灣日治時代，1938年日本人將這首歌曲改為鼓勵台灣人民響應「聖戰」（第二次世界大戰）的進行曲《榮譽的軍夫》（譽れの軍夫），栗原白也作詞、霧島昇演唱，用來鼓舞台灣人踴躍去做日軍的軍夫。
《榮譽的軍夫》歌詞開頭的中文翻譯如下：
|  | 紅色彩帶，榮譽軍夫，多麼興奮，日本男兒。 |

### 流傳到日本內地
《雨夜花》這首歌也被日本人喜愛，1942年改編成日語《雨夜之花》（雨の夜の花），西條八十作詞、渡边滨子演唱，歌詞意境深遠，富有日本文學物哀(もののあはれ)之情。
《雨夜之花》歌詞節錄開頭的中文翻譯如下：
|  | 花在下著雨的夜裡綻放著，被風吹著，一片片掉落下來。 白色花瓣，被浸溼成雨滴，任憑風吹，一片片掉落下來。 |

### 流傳到中華民國
《雨夜花》在1940年曾流傳到中國，改成了華語版的《夜雨花》。原本淒涼的歌詞被轉成略帶文言，雖少了悲情的味道，倒也有耐人尋味的意境。

《夜雨花》歌詞開頭如下：
|  | 雨夜裡，悄展瓣，花開花落一眨眼，誰能看見，長呼短嘆，花落地下不復原。 |

### 改編為粵語
1993年，由羅大佑编曲、香港填詞人林夕填上粵語歌詞，改成《四季歌》，有著原來兒歌的意味，但更有意境，讓人感受到四季變化之妙。由黃耀明主唱。此曲收錄於音樂工廠工作室《給孩子們的歌》專輯內。
《四季歌》歌詞開頭如下：
|  | 紅日微風吹幼苗，雲內歸鳥知春曉，哪個愛做夢，一覺醒來，床畔蝴蝶飛走了。 |

当中，原版《雨夜花》的前奏及间奏被改编成副歌，填上歌词如下：
|  | 四季似歌有冷暖，來又復去爭分秒，又似風車轉到停不了，令你的心在跳。 |